# Keshia Baker
Keshia Baker, född den 30 januari 1988 i Fairfield, Kalifornien, är en amerikansk friidrottare inom kortdistanslöpning.
Hon ingick i USA:s lag som tog OS-guld på 4 x 400 meter stafett vid friidrottstävlingarna 2012 i London.